# Amerikanska ockupationszonen

Ockupationszonerna i Berlin.

Amerikanska ockupationszonen var en av de fyra ockupationszoner som bildades efter Nazitysklands villkorslösa kapitulation och upplösning i slutet av andra världskriget 1945.
Segrarmakternas inbördes indelning av efterkrigs-Tysklands ockupationszoner definierades i Londonprotokollet. I dessa ingick dock inte Berlin (Stor-Berlin), som utgjorde en särskild, gemensamt ockuperad del men delades in i sektorer för respektive ockupationsmakts förvaltning.
Som för alla zoner, låg huvudorten officiellt i Berlin. I praktiken låg det amerikanska huvudkontoret i Frankfurt am Main, närmare bestämt i IG Farbens administrationsbyggnad.
Inför Västtysklands bildande 1949, bildades i ockupationszonens område de nya förbundsländerna Bayern, Württemberg-Baden och Hessen. Württemberg-Baden uppgick 1952 i det nya förbundslandet Baden-Württemberg.

## Utsträckning
Det omfattade följande områden:
- Bayern utom Pfalz och ett antal mindre områden;
- De preussiska provinserna Kurhessen och Nassau (som tidigare utgjort Hessen-Nassau);
- De hessiska provinserna Starkenburg och Oberhessen samt en liten del av Rheinhessen som låg öster om Rhen;
- De delar av Baden och Württemberg som låg norr om motorvägen A8 (Württemberg-Baden);
- Bremen och Bremerhaven;

## Militärguvernörer
- Dwight D. Eisenhower (maj – november 1945)
- George S. Patton (november 1945)
- Joseph T. McNarney (november 1945 – januari 1947)
- Lucius D. Clay (januari 1947 – maj 1949)
- Clarence R. Huebner (maj – september 1949)

## Berlinsektorn
Amerikanska trupper anlände till Berlin och tog över sin sektor 3–4 juli 1945. Den omfattade, även i den slutliga indelningen per den 13 augusti, följande Bezirke (stadsdelsområden): Neukölln, Kreuzberg, Tempelhof, Schöneberg, Steglitz och Zehlendorf.

## Västtyskland
År 1949 bildade förbundsländerna i den amerikanska zonen, tillsammans med förbundsländerna i den brittiska och i den franska zonen, Förbundsrepubliken Tyskland, informellt ofta kallat Västtyskland för att skilja det från grannen i öst.
Ockupationszonerna i det västtyska området kvarstod under en övergångstid med ökande självständighet för den nya staten, och upplöstes efter ikraftträdandet av Parisfördragen i maj 1955.